# Peter Högl
Peter Högl (19 août 1897 à Poxau - 2 mai 1945 à Berlin) était un officier de la Schutzstaffel (SS) du Troisième Reich ayant rang de lieutenant-colonel (Obersturmbannführer).
Högl était à Berlin à la fin de la Seconde Guerre mondiale ; il se réfugia dans le Führerbunker, sous la Chancellerie.
Högl arrêta le général SS Hermann Fegelein alors que celui-ci essayait de s'échapper vers la Suède ou la Suisse avec sa maîtresse hongroise ; il emportait des billets de banque, des passeports falsifiés et était en civil. Högl l'arrêta parce qu'il travaillait sous l'autorité de Himmler, déclaré traître par Hitler après qu'il eut essayé de se rendre aux Alliés avec l'aide du comte Folke Bernadotte. Comme Himmler n'était pas à Berlin, Hitler ordonna d'arrêter tous ses subordonnés présents dans la capitale. Fegelein est déféré devant une cour martiale présidée par le général Wilhelm Mohnke et incluant les généraux Wilhelm Burgdorf, Hans Krebs et Johann Rattenhuber.
La nuit du 2 mai 1945, il fut blessé à la tête en essayant de traverser le pont de Weidendammer (en) et mourut de ses blessures. 

## Source
- (en) Cet article est partiellement ou en totalité issu de l’article de Wikipédia en anglais intitulé « Peter Högl » (voir la liste des auteurs).